# Sorsasaari (ö i Norra Österbotten, Oulunkaari)
Sorsasaari är en ö i Finland. Den ligger i sjön Sotkajärvi och i kommunen Utajärvi i den ekonomiska regionen  Oulunkaari  och landskapet Norra Österbotten, i den centrala delen av landet, 500 km norr om huvudstaden Helsingfors. Öns area är 6,2 hektar och dess största längd är 470 meter i sydöst-nordvästlig riktning.